# Цитування поза контекстом
Цитування поза контекстом (іноді називають контекстомією або вириванням цитат) - це неформальна помилка, у якій уривок вилучається з навколишнього матеріалу таким чином, щоб спотворити його задумане значення. Контекстомії можуть бути як навмисними, так і випадковими, якщо хтось неправильно розуміє сенс і пропускає щось суттєве для його прояснення, вважаючи це несуттєвим. Як помилка, цитування за межами контексту відрізняється від помилкової атрибуції тим, що цитата поза контекстом все ще приписується правильному джерелу.
Аргументи, засновані на цій помилці, зазвичай мають дві форми:
1. Як аргумент опудала, він передбачає цитування опонента поза контекстом, щоб хибно представити його позицію (як правило, щоб вона здавалася більш спрощеною або екстремальною), щоб полегшити її спростування. Це поширене в політиці.
2. Як звернення до авторитету, воно передбачає цитування авторитету з цього питання поза контекстом, щоб хибно представити цей авторитет як підтримку певної позиції.[2]

## Контекстомія
Контекстомія означає вибіркове виділення слів з їхнього оригінального лінгвістичного контексту таким чином, що це спотворює передбачуваний зміст джерела, практика, яку зазвичай називають «цитати з контексту». Проблема тут не в тому, щоб вилучити цитату з її початкового контексту «саму по собі» (як усі цитати), а в рішенні цитуючого виключити з уривка певні сусідні фрази або речення (які стають «контекстом» у силу виключення), які служать для з’ясування намірів виділених слів. Порівнюючи цю практику з хірургічним видаленням, журналіст Мілтон Мейєр ввів термін «контекстомія», щоб описати її використання Юліусом Штрайхером, редактором сумно відомого нацистського інформаційного листа Der Stürmer  у Німеччині часів Веймарської республіки. Щоб викликати антисемітські настрої серед християнського читача робочого класу щотижневика, Штрайхер регулярно публікував усічені цитати з талмудичних текстів, які, здається, пропагують жадібність, рабство та ритуальні вбивства. Незважаючи на те, що контекстомія рідко використовується до такої зловмисної крайності, контекстомія є поширеним методом спотворення в сучасних ЗМІ, і дослідження показали, що наслідки такого викривлення можуть затриматися навіть після того, як аудиторія ознайомиться з оригінальною цитатою в контексті.

### У рекламі
Одним із найвідоміших прикладів контекстомії є повсюдно поширений «рекламний оглід». Приманка висвітлення в ЗМІ, пов’язана з «замазуванням» великою студією, може спонукати деяких критиків писати позитивні рецензії на посередні фільми. Однак, навіть коли рецензія в цілому негативна, студії мають мало застережень щодо створення витягів таким чином, який невірно відображає думку критика.
Наприклад, у рекламній копії трилера New Line Cinema 1995 року Se7en, що приписується Оуену Глейберману, критику Entertainment Weekly, використано коментар "маленький шедевр". Глейберман фактично дав Se7en B− загалом і лише так грандіозно похвалив початкові титри: «Титровий ряд із його стрибкуватими кадрами та майже підсвідомими спалахами психопараферналії — це маленький шедевр деменції». Аналогічно, United Artists контекстомізував рецензію критика Кеннет Туран на їхній флоп Гангстер, включаючи лише одне слово з нього — «непереборний» — у рекламній копії фільму: "Навіть запальний виступ Лоренса Фішберна не може розпалити "Гангстер[en]", потенційну гангстерську епопею, яка генерує менше тепла, ніж нікелева сигара. "Bumpy" Фішберна - жорстокий, магнетичний, навіть непереборний… Але навіть цей актор може лише стільки». Внаслідок цих зловживань деякі критики тепер свідомо уникають барвистих виразів у своїх оглядах. У 2010 році журнал про поп-культуру Vanity Fair повідомив, що він став жертвою "нерозважливого ляпування" після телевізійного шоу Загублені взяв фрагмент огляду «найзаплутанішого, безглуздого, безглуздого — але якось надзвичайно дивовижного — телевізійного шоу всіх часів» і лише процитував «найдивовижніше телевізійне шоу всіх часів» у своєму рекламному матеріалі. Карл Бялік записав приклад застосування прислівника до іншого дієслова в оголошенні 2007 року «Live Free or Die Hard», де цитата «New York Daily News  "істерично перепродукований і напрочуд розважальний" була скорочена до "істерично... розважальний".
У Сполучених Штатах не існує спеціального закону проти оманливих анотацій до фільмів, окрім існуючих правил щодо оманливої реклами. MPAA перевіряє рекламу на тон і зміст, а не на точність їх цитування. Деякі студії шукають схвалення від початкового критика, перш ніж публікувати скорочену цитату. Директива Європейського Союзу про недобросовісну комерційну практику забороняє контекстомалізацію та націлена на компанії, які «помилково заявляють про акредитацію» для своєї продукції способами, які «не відповідають умовам [первісного] схвалення» . У Великій Британії реалізації цих норм покладена  Управління справедливої торгівлі, і їх порушення передбачає максимальне покарання у розмірі 5000 фунтів стерлінгів або два роки позбавлення волі.

## Полеміка креаціонізму-еволюції
Вчені та їхні прихильники використовували термін «видобуток цитат» ще в середині 1990-х років у повідомленнях груп новин, щоб описати практику цитування певниит креаціоністами. Цей термін використовується членами наукової спільноти для опису методу, який використовують креаціоністи для підтвердження своїх аргументів, хоча це може бути й часто використовується поза межами суперечки про створення та еволюцію. Скарги на практику передували відомому використанню терміна: Теодосій Добжанський написав у своєму відомому есе 1973 року «Ніщо в біології не має сенсу, крім як у світлі еволюції»:
|  | Їх [креаціоністів] улюблений вид спорту — це нанизування цитат, обережно, а іноді й майстерно вирваних із контексту, щоб показати, що серед еволюціоністів нічого насправді не встановлено чи узгоджено. Дехто з моїх колег і я були вражені та вражені, прочитавши цитати, які показують, що ми справді антиеволюціоністи під шкірою. |

Це порівнюють з християнським богословським методом доказових текстів:
Псевдоучені часто розкривають себе в тому, що вони опираються на наукову літературу. Їхня ідея наукового дослідження полягає в тому, щоб просто читати наукові періодичні видання та монографії. Вони зосереджуються на словах, а не на основних фактах і міркуваннях. Вони сприймають науку як «усі твердження вчених». Наука вироджується в світський замінник сакральної літератури. Будь-яке твердження будь-якого вченого можна процитувати проти будь-якого іншого твердження. Кожне твердження має значення, і кожне твердження відкрите для інтерпретації.— Radner and Radner, Science and Unreason, ISBN 0-534-01153-5
Інститут креаціоністських досліджень (Institute for Creation Research, ICR) описав використання «цитати [] еволюціоніста, помилково використаної поза контекстом», щоб «заперечити всю статтю та заяви креаціоністів щодо відсутності перехідних форм» як «димова завіса».
І Відповіді у Творінні (Answers in Genesis, AiG) і Генрі М. Морріс (засновник ICR) були звинувачені у створенні книг із вирваними цитатами. TalkOrigins Archive (TOA) стверджує, що "цілі книги з цими цитатами були опубліковані" та вказує  на  твори видатного креаціоніста Генрі М. Морріса "Іхні слова можуть бути використані проти них" і "Переглянутий цитатник"  як приклади, на додаток до низки креаціоністських онлайн-списків вирваних цитат. І AiG, і ICR використовують наступну цитату Стівена Гулда щодо проміжних форм.

Контекст показує, що Гулд відкинув пояснення градуалістів про відсутність підтримки поступових змін на користь власної інтерпретації. Він продовжує:
... Градуалісти зазвичай виходять з цієї дилеми, посилаючись на крайню недосконалість літопису скам’янілостей. Хоча я відкидаю цей аргумент (з причин, які обговорюються в ["Епізодична природа еволюційних змін"]), дозволимо традиційну втечу та поставимо інше запитання.
Знаючи, що креаціоністи цитують його так, ніби він говорив, що немає перехідних форм, Гулд відповів:
Оскільки для пояснення тенденцій ми запропонували пунктировку рівноваги, креаціоністи знову і знову цитують нас — чи то через задуми, чи через дурість, я не знаю — як визнати, що літопис скам’янілостей не містить перехідних форм. Розділові знаки зустрічаються на рівні виду; напрямні тенденції (на моделі сходів) поширені на вищому рівні переходів усередині основних груп.

### "Абсурд у найвищому ступені"
З середини 1990-х років вчені та їх прихильники використовували термін «видобуток цитат», щоб описати версії цієї практики, які використовували деякі креаціоністи у суперечці про створення та еволюцію. Прикладом, знайденим у дискусіях щодо еволюції, є вирвана цитата Чарльза Дарвіна у його «Походження видів»:
Припущення, що око з усіма його неповторними вміннями для налаштування фокусу на різні відстані, для пропускання різної кількості світла та для корекції сферичної та хроматичної аберації могло бути сформовано природним добором, здається, вільно зізнаюся, абсурдним у найвищому ступені.
Це речення, яке іноді скорочено до фрази «абсурдний у найвищому ступені», часто подається як частина твердження, що сам Дарвін вважав, що природний відбір не може повністю пояснити складність життя.
Однак Дарвін далі пояснив, що очевидна абсурдність еволюції ока не є перешкодою для її появи, і детально розповідає про її еволюцію:
Але розум підказує мені, що якщо можна показати існування численних переходів від досконалого та складного ока до одного дуже недосконалого й простого, причому кожна ступінь корисна для свого власника; якщо далі, око все-таки трохи змінюється, і варіації успадковуються, що, безумовно, трапляється; і якщо будь-яка зміна або модифікація органу коли-небудь стане корисною для тварини за умов життя, що змінюються, то складність повірити в те, що досконалий і складний око може бути сформований природним відбором, хоча і нездоланний нашою уявою, навряд чи можна вважати реальною.

## Інші вирвані з контексту цитати
Окрім суперечки про створення та еволюцію, помилка цитування поза контекстом також використовується в інших сферах. У деяких випадках коментатори використовували термін «видобуток цитат», порівнюючи практику інших з креаціоністським видобутком цитат.
- Розваги: «The Times» повідомляє про часті зловживання промоутерами, наприклад, «Я не міг не відчувати, що, незважаючи на всю енергію, розмову та технічне чаклунство, аудиторія була обмежена» скорочується до "володіти" енергією, розмахом і технічним чаклунством.[25]
- Travel: The Guardian опублікував статтю в травні 2013 року з підзаголовком "Шрі-Ланка має готелі, їжу, клімат і чарівність, щоб запропонувати ідеальний відпочинок, - каже Руарід Ніколл. Це просто шкода все більш деспотичного уряду».[26] Дуже відредагована версія цього матеріалу була негайно розміщена на офіційному порталі новин Шрі-Ланки під заголовком «Шрі-Ланка має все, щоб запропонувати ідеальний відпочинок» [sic].[27]
- Псевдоісторія: рецензія на книгу в The New York Times розповідає про «спотворення через упущення» Лерона Беннета-молодшого[en]  у цитуванні листа від Авраама Лінкольна як доказу того, що він «відверто не виступав проти антиіммігрантської Партії Know Nothing[en]», оскільки, як пояснив Лінкольн, «вони здебільшого мої давні політичні та особисті друзі», пропускаючи при цьому згадку, що решта листа описує розрив Лінкольна з цими його колишніми друзями, пов'язаними з Партією вігів, а також його очікування «болісної необхідності мого відкритого виступу проти них».[28]
- Альтернативна медицина: Аналіз доказів, поданих Британською гомеопатичною асоціацією[en] до Палати громад результатів перевірки щодо гомеопатії, містить багато прикладів виривання цитат, де висновки наукових праць були вибірково цитовані, щоб здавалося, що вони підтверджують ефективність гомеопатичного лікування. Наприклад, висновок однієї статті був повідомлений як «Існують деякі докази того, що гомеопатичні методи лікування є більш ефективними, ніж плацебо» без наступного застереження, «однак сила цих доказів є низькою через низьку методологічну якість досліджень. Дослідження високої методологічної якості, з більшою імовірністю були б негативними, ніж дослідження нижчої якості».[29]
- Російська дезінформація: У своєму інтерв'ю Вікторія Нуланд заявила:[30]

|  | США вклали близько 5 млрд доларів в Україну з 1991 року, з тих пір, як вона знову стала незалежною державою після розпаду Радянського Союзу. Ці гроші були витрачені на підтримку прагнень українського народу, який бажає мати сильну, демократичну владу, яка представляє його інтереси |

 Однак російські ЗМІ вирізали слова "з 1991 року, з тих пір, як вона знову стала незалежною державою після розпаду Радянського Союзу" щоб створити враження у читача, що США витратили 5 мільярдів доларів на організацію Революції Гідності.